# Floyd Martin Thornton
Floyd Martin Thornton foi um roteirista e diretor de cinema britânico, frequentemente creditado como F. Martin Thornton.

## Filmografia selecionada
- The World, the Flesh and the Devil (1914) primeiro filme de longa-metragem dramática feito em Kinemacolor
- The New Adventures of Baron Munchausen (1915)
- Jane Shore (1915)
- The Man Who Bought London (1916)
- The Knave of Hearts (1919)
- The Flame (1920)
- The Iron Stair (1920)
- My Lord Conceit (1921)
- Gwyneth of the Welsh Hills (1921)
- Lamp in the Desert (1922)
- Women and Diamonds (1924)
- Mutiny (1925)